# Blechnum germainii
Blechnum germainii là một loài dương xỉ trong họ Blechnaceae. Loài này được Christ mô tả khoa học đầu tiên năm 1902.
Danh pháp khoa học của loài này chưa được làm sáng tỏ. 